# Charles J. Sherr
Charles J. Sherr (* 1944 in New York City) ist ein amerikanischer Krebsforscher. Seit 1983 ist er am St. Jude Children’s Research Hospital in Memphis tätig und forscht dort auf molekularbiologischer und genetischer Ebene an der Entstehung von Tumoren, so beispielsweise an cyclin-abhängigen Kinasen und Tumorsuppressoren. Zudem ist er gewähltes Mitglied zahlreicher Fachgesellschaften.

## Werdegang
Charles J. Sherr wurde 1944 in der Bronx, einem Stadtteil von New York City, geboren und zog mit seinen Eltern im Alter von zehn Jahren nach Long Island, wo er bis 1962 die Oyster Bay High School besuchte. Im Anschluss schrieb er sich am Oberlin College in Ohio ein, das er im Jahre 1966 mit einem Bachelor of Arts verließ. Es folgten sechs Jahre an der New York University, in denen er Medizin studierte und zugleich forschend an seiner Promotion arbeitete. 1972 schloss er beides ab und erhielt somit den M.D. und den Ph.D.
Nachdem Sherr ein Jahr in der Abteilung für Pathologie des Bellevue Hospital in New York gearbeitet hatte, stand für ihn fest, dass er nicht als Arzt praktizieren und stattdessen in der Forschung tätig sein möchte. In der Folge wechselte er als Post-Doc an das National Cancer Institute (NCI), das zentrale Institut für Krebsforschung der Vereinigten Staaten, und schlug somit erstmals seine spätere Forschungsrichtung ein. Am NCI verbrachte er zehn Jahre und machte sich in dieser Zeit in seinem Fachgebiet einen Namen, sodass er 1983 an das St. Jude Children’s Research Hospital in Memphis, Tennessee wechselte. Das St. Jude’s war zu diesem Zeitpunkt vor allem als Kinder-Krebszentrum bekannt, weniger jedoch als Institution der Krebsforschung, zu der es in den folgenden Jahrzehnten werden sollte. Sherr ist bis heute forschend am St. Jude’s tätig, leitet dort gemeinsam mit seiner Frau eine Forschungsgruppe und betreute eine Reihe von Doktoranden und Post-Docs. Zudem ist er seit 1988 für das Howard Hughes Medical Institute tätig.

## Forschungsschwerpunkte
Sherrs wissenschaftliche Ausrichtung wurde maßgeblich von Harold Elliot Varmus (Nobelpreisträger 1989) geprägt, den er 1975 traf und der einer der führenden Persönlichkeiten in der Krebsforschung ist. In der Folge konzentrierte sich Sherr verstärkt auf die molekularbiologischen und genetischen Zusammenhänge in der Krebsentstehung.
Er beschrieb als Erster, dass das Gen c-fms für den CSF1-Rezeptor codiert, der wiederum von M-CSF stimuliert wird. In diesem Zusammenhang konnte er zeigen, dass es sich bei c-fms um ein Protoonkogen handelt, sodass Mutationen in diesem Teil der Erbinformation zu einem „fehlerhaften“ Rezeptor führen und über den M-CSF somit Krebs entstehen kann. Ferner befasst sich Sherr mit cyclin-abhängigen Kinasen, deren Einfluss auf den Zellzyklus sowie deren Inhibitoren, die wiederum an der Regulation von Tumorsuppressoren wie p53 und dem Retinoblastom-Protein beteiligt sind.
Sherr war bisher an über 230 wissenschaftlichen Publikationen beteiligt.

## Ehrungen
1994 wurde Sherr in die American Society for Microbiology gewählt, ebenso wie ein Jahr darauf in die National Academy of Sciences. Er ist Träger des Bristol-Myers Squibb Award (2000) sowie des Charles S. Mott Prize (2004). Seit 2010 ist er Mitglied der American Association for the Advancement of Science sowie seit 2013 der American Academy of Arts and Sciences und der Academy of the American Association for Cancer Research.

## Persönliches
Sherr ist mit der Molekularbiologin Martine F. Roussel verheiratet, die ebenfalls im Bereich der Krebsforschung am St. Jude’s tätig ist und mit der er dort gemeinsam eine Forschungsgruppe leitet. Das Paar hat einen Sohn; zudem hat Sherr zwei Kinder aus erster Ehe.